# Turbocache
La tecnologia Turbocache di Nvidia è un metodo che permette la frammentazione del buffer di memoria  su una scheda grafica usando sia la memoria della scheda video che la memoria del sistema grazie alla grande ampiezza di banda del bus PCI Express.
La tecnologia è utilizzabile solo sulle versioni Turbocache della GeForce 6200, 7300 e 7600.
Questa tecnologia è stata sviluppata come mezzo per ridurre il rapporto prezzo/prestazioni.